# 西村徹
西村 徹（にしむら とおる、1939年11月20日 - ）は、日本の政治家。元石川県小松市長（3期）。

## 経歴
石川県小松市出身。石川県立小松高等学校を卒業後、石川県庁に入る。県庁内では農林水産部長などを歴任した。農林水産部長時代の1997年1月、日本海でロシアのタンカー「ナホトカ号」が座礁。大量の重油が沿岸に流出した（ナホトカ号重油流出事故）。この事故の最中、当時の小松市長の北栄一郎がサイパンへ旅行に行っていたことが判明。しかも、休暇の理由が虚偽だった。そのことが問題になり、北は市長を辞職。出直し市長選となった。この選挙で前市長の北が再出馬を表明、これに対して西村も県庁を退職し、自民、新進、社民の各党の推薦を受け出馬した。選挙は西村と北、谷口尭郎の3人の争いとなり、西村が北に12,000票以上差をつけ当選した。2001年の市長選でも再選。2005年の市長選では新人の和田愼司と元職の北栄一郎を破り3選を果たした。2009年の市長選で4期目を目指したが、再挑戦した和田愼司に敗れて落選した。